# Die Dudelzwerge
Die Dudelzwerge ist eine deutsche Folk-Band, die im Jahr 2000 gegründet wurde und bis heute besteht. Sie tritt hauptsächlich auf Mittelaltermärkten auf und spielt mittelalterliche Musik mit Elementen des Rock.

## Bandgeschichte
Die Dudelzwerge wurden im Jahr 2000 von mehreren Spielleuten gegründet. Im Laufe der Jahre änderte sich oft das Line-Up der Band. Herr U. ist hierbei das einzige Gründungsmitglied, welches heute noch Teil der Band ist.

## Stil

### Musik
Die Dudelzwerge spielen nach eigenen Angaben „kraftvolle, historisch orientierte Musik, [...] von traditioneller Marktmusik bis hin zu modernen Klängen mit Anleihen aus Folklore und Rock'n'Roll, [...] die sicher in des Volkes Herz trifft“. Dabei benutzen sie vor allem mittelalterliche Instrumente wie Sackpfeifen und Schalmeien, kombiniert mit modernen Klängen durch Akustik-Gitarre und Mischpult.

### Texte
Ein Großteil der Lieder der Dudelzwerge ist rein instrumental, d. h. ohne Text. Allerdings spielen sie auch selbst verfasste Balladen, Arien oder historische Stücke wie das bekannte „Herr Mannelig“. Des Weiteren befinden sich in ihrem Repertoire bekannte Volkslieder, die entweder textlich oder instrumental neu interpretiert wurden, bspw. „Die Moorsoldaten“, welches auf dem Album „Vorwärts...und nicht vergessen!“ als „Herr Yanlau Beadru-Erzclau“ zu hören ist, sowie „Flackerndes Feuer“, welches mit neuem Text als „Moloch“ auf dem gleichen Album vorkommt.

## Auftritte und Konzerte
Die Dudelzwerge treten oft auf „offenem Markte“, Banketten, privaten Feiern oder Festivals bzw. mehrtägigen Mittelaltermärkten auf. Dabei treiben sie oft Späße mit dem Publikum und animieren es auf ironische Art und Weise.

## Diskografie

### Demos
- 2000: der Anfang

### Studioalben
- 2005: non authentica
- 2008: Vorwärts...und nicht vergessen!
- 2011: Aussaat
- 2011: Ernte

## Besetzung

### Beatus von Schlag
Beatus von Schlag (Manuel „Nolli“ Noll) ist der Drummer der Band und Mitglied seit Mai 2005. Er spielt sowohl das Schlagzeug der Dudelzwerge als auch die Davul. Der langjährige Drummer, welcher sich nicht nur mit mittelalterlicher Musik beschäftigt, verließ 2020 die Band nach 15 Jahren, um unter seinem bürgerlichen Namen mit anderen Formationen seinen musikalischen Horizont zu erweitern. Erwähnenswerte Ausflüge in Jazz, Rock, Fusion- & Weltmusik sind: „mad x-ray ; R.NEN ; Dead Man´s Hand ; Anouska“ sind sowohl live als auch auf Tonträgern zu begutachten. Mit Yanishar arbeitet er an neuen Konzepten der mittelalterlichen Musik unter dem Projektnamen „Compania Chaotica“.

### Yanishar
Yanishar ist seit Januar 2008 Mitglied der Dudelzwerge. Er bekleidet das „Amt des Kapellmeisters mit der musikalischen Leitung und der elektrischen Lötung“. Er spielt Sackpfeife, Schalmei, Nyckelharpa und die von der Band aufgeführten „geheimnisvollen Kisten“.

### Emilia Noir
Seit Oktober 2010 ist Emilia festes Mitglied der Dudelzwerge, wo sie Claudius’ Platz einnahm. Als einzige Frau in der Band spielt sie Saiteninstrumente aller Art und singt die Arien der Dudelzwerge.

### Drusus Zwergentröte
Drusus spielt seit Dezember 2003 in der Band, zur Unterstützung von Herrn U. und Yanishars, Sackpfeifen, Schalmeien und diverse Flöten. Die übrigen Bandmitglieder erwähnen, „dass er sich im Spiel auf der Stromgitarre und am Schlagzeug versuche, wenn grad mal kein anderer Zeit für ihn habe.“

### Herr U. der Grimmzwerg
Herr U. ist das letzte heute noch in der Band vertretene Gründungsmitglied. Er kümmert sich um Organisation, „Papierkrieg“ und den Auf- und Ausbau der Website und ist der Leader der Band. Seinen Beinamen erhielt er durch seinen, von den anderen „Zwergen“ so beschriebenen, „bösen Blick“. Er spielt außerdem Sackpfeife, Schalmei und diverse Flöten.

## Anmerkung
1. ↑  Emilia hat Ende 2011 die Band verlassen, sie möchte eigene Wege gehen.